# Chelonus circumfossa
Chelonus circumfossa är en stekelart som först beskrevs av Vladimir Ivanovich Tobias 2002.  Chelonus circumfossa ingår i släktet Chelonus och familjen bracksteklar. Inga underarter finns listade i Catalogue of Life.